# Josef Schneiders
Josef Schneiders (* 2. August 1940) ist ein ehemaliger deutscher Fußballspieler. Für den KFC Uerdingen 05 kam er in den höchsten vier Spielklassen jeweils mindestens einmal zum Einsatz.

## Karriere
Schneiders wechselte Anfang der 1960er Jahre vom Linner SV zum FC Bayer 05 Uerdingen, wie der KFC Uerdingen seinerzeit hieß. 1963 stieg er mit der Mannschaft aus der viertklassigen Landesliga in die Verbandsliga Niederrhein auf, wo sie sich direkt in der vorderen Tabellenhälfte etablierte. Nach zwei Vizemeisterschaften 1967 und 1969 hinter dem VfB Bottrop respektive der SSVg Velbert erreichte er 1971 den Meistertitel der Verbandsliga, verbunden mit dem Aufstieg in die seinerzeit zweitklassige Regionalliga West. Auch hier spielte die von Klaus Quinkert trainierte Mannschaft im vorderen Drittel mit. 1974 beendete Schneiders vor Einführung der neuen 2. Bundesliga nach 81 Spielen in der zweithöchsten Spielklasse, in denen er fünf Tore erzielt hatte seine aktive Laufbahn.  Insgesamt hatte er bis dato über 500 Pflichtspieleinsätze für die Krefelder bestritten.
Schneiders wechselte nach seinem Karriereende als Trainerassistent von Quinkert bei Bayer 05 auf die Trainerbank. Als Vizemeister der 2. Bundesliga Nord hinter Hannover 96 qualifizierte sich die Mannschaft für die Aufstiegsspiele zur Bundesliga, in denen der Vizemeister der Südstaffel FK Pirmasens nach einem 4:4-Unentschieden im Hinspiel mit einem 6:0-Rückspielerfolg deutlich besiegt wurde. Der Liganeuling war in der höchsten Spielklasse jedoch chancenlos und stand alsbald am Tabellenende. Als gegen Ende der Spielzeit zudem eine Verletztenmisere um sich griff, rückte Schneiders wieder in den Kader. Letztlich absolvierte er am letzten Spieltag der Bundesliga-Saison 1975/76 für Bayer Uerdingen im Spiel gegen den MSV Duisburg noch einen Bundesligaeinsatz, als er in der 82. Minute für Wolfgang Franke eingewechselt wurde.
Nach dem Abstieg kehrte Schneiders wieder in seine ursprüngliche Rolle als Trainerassistent zurück. Nach dem verpassten direkten Wiederaufstieg und einem schwachen Start in die Zweitliga-Spielzeit 1977/78 wurde Quinkert im August 1977 beurlaubt, Schneiders unterstützte in der Folge die Interimslösung Bernhard Steffen und Siegfried Melzig. Im Oktober 1978 übernahm Horst Buhtz das Traineramt, mit dem der Klub am Ende der Zweitliga-Spielzeit 1978/79 als Vizemeister hinter Bayer 04 Leverkusen nach Erfolgen in den Aufstiegsspielen über den Süd-Zweiten SpVgg Bayreuth wieder in die Bundesliga aufstieg. Im Sommer gab Schneiders seinen Posten auf.